# Grube Niederschlag
Die Grube Niederschlag ist ein 2013 eröffnetes Bergwerk auf Fluss- und Schwerspat in Oberwiesenthal, Erzgebirgskreis (Sachsen). Westlich des Bergwerks befindet sich der namensgebende Ort Niederschlag, der heute ein Ortsteil der Gemeinde Bärenstein ist.

## Lagerstätte
Die Lagerstätte liegt auf einem etwa 35 km langen Störungssystem, das sich von Kovářská (Schmiedeberg) auf tschechischer Seite über Niederschlag bis nach Scheibenberg auf deutscher Seite erstreckt. Hiervon weist jedoch nur ein etwa 5,5 km langer Abschnitt zwischen Kovářská und dem Luxbach eine bedeutende Mineralisation auf. Im oberflächennahen Bereich, der Gegenstand des Uranbergbaus durch die Wismut AG war, ist er in zwei Gangtrümer aufgespalten. Mit zunehmender Teufe scharen diese zu einem einzigen Fluorit-Baryt-Mineralgang zusammen, der eine durchschnittliche Mächtigkeit von etwa drei Metern aufweist.
Etwa zwei Drittel der grenzübergreifend nachgewiesenen Lagerstätte liegen auf deutscher Seite. In diesem Bereich streicht der Gang vorwiegend 160–170° (SSE–NNW) und fällt mit 72–82° nach SW ein. Die wirtschaftlich gewinnbare Spatgangfüllung erstreckt sich nach den gegenwärtigen Erkundungsergebnissen bis in eine Teufe von mindestens 800 m.
Während die Mineralisation der oberflächennahen Gangtrümer mit ihren Uranvererzungen während der MgU– und BiCoNi-Formation erfolgte, wurden die tiefer gelegenen Teile während der eba-Formation (Hornstein, Rotbaryt) und schließlich der fba-Formation (Quarz, Fluorit, Baryt) mineralisiert. Der Spatgang weist nur geringe Gehalte an Kupfer-, Blei-, Zink- und Eisensulfiden auf. Im oberen Bereich ist er von einem Marmorlager durchsetzt.

## Geschichte

### Altbergbau
Den ersten Hinweis auf Bergbau in der Region könnte die Bezeichnung Berghäusel liefern. Gemeint ist hier eine Silbergrube, die wahrscheinlich 1427/29 zerstört wurde. Ein weiterer Hinweis stammt von 1477, als eine Silberzeche verkauft wurde. Im gegenüber liegenden Weipert wurde 1506 ein wüster Hammer neu verliehen, welches ein Hinweis auf älteren Eisenerzbergbau ist. Um 1550 wurden zwei Zechen, die auf Zinn und Silber bauen, in Dokumenten erwähnt. Um 1650, nach dem Ende des Dreißigjährigen Krieges, lebte am Stahlberg ein intensiver Bergbau auf Eisen, Zinn, Kupfer und Silber auf. Seine Blütezeit erlebte der Bergbau, als um 1715 wiederum Silber gefunden wurde. Im Zeitraum von 1730 bis 1870 wurden überwiegend Silber- und Kobalterze gefördert. 1913 bis 1915 erfolgte ein geringer Abbau auf Uran.

### Wismutbergbau
Die Wismut AG begann im Herbst 1946 mit Erkundungsarbeiten auf der Grube Neu Unverhofft Glück. Sie wältigte die alten Baue wieder auf und erschloss das Vorkommen durch zahlreiche Schächte, Stolln und Schürfe. Bereits 1954 wurden die Objekte verwahrt. In dieser Zeit wurden 132,7 Tonnen Uran gewonnen.

### Erkundungsarbeiten in der DDR
Bei den Untersuchungsarbeiten auf Uranerz wurde zwischen 1950 und 1954 auch die Spatlagerstätte entdeckt. Da die Wismut ausschließlich auf die Urangewinnung ausgerichtet war, wurden die Vorräte 1955 der volkseigenen Bergbauindustrie zur Untersuchung angeboten. Ab dem 1. Januar 1956 wurde der Spatgang (Magistralnaja) durch die Wismut im Auftrag des am 1. April 1955 gegründeten volkseigenen Betrieb „VEB Erzgebirgische Spatgruben“ aufgefahren und erkundet. Ab dem 1. Januar wurde der Betrieb dem VEB Zinnerz Ehrenfriedersdorf angegliedert, der ab diesem Datum als VEB Zinn- und Spatgruben Ehrenfriedersdorf firmierte. Die bergmännischen Untersuchungsarbeiten wurden im Zentralrevier in einem Teufenintervall von 260 m bis 554 m NN durch die Wismut durchgeführt und 1960 eingestellt. Da die Aufbereitbarkeit des hier anstehenden Flussspates nicht geklärt war, wurden alle erkundeten Vorräte durch die staatliche Vorratskommission als Außerbilanzvorräte eingestuft. Im Jahr 1959 wurde durch den VEB Geophysik Leipzig im Auftrag der Staatlichen Geologischen Kommission die Nordwestfortsetzung der Lagerstätte in einem 700 m breiten und 2600 m langen Gebietsstreifen geoelektrisch untersucht. Vom 7. November 1972 bis Juli 1977 führte die SDAG Wismut im Auftrag des Ministeriums für Geologie der DDR mittels Tiefbohrungen umfangreiche Such- und Erkundungsarbeiten in der Lagerstätte durch. Neben dem Zentralbereich wurde auch die Nordwestfortsetzung und die Nordwestflanke in die Untersuchungen einbezogen. Im Zentralbereich wurde die Bohrerkundung unterhalb des bergmännisch erschlossenen Grubenfeldes bis in eine Teufe von 0 m NN durchgeführt. Ausgewiesen wurden 6.257 kt Rohspat mit einem Inhalt von 2.345 kt CaF2. Sowohl die Nordwestfortsetzung wie auch die Nordwestflanke wurden als nicht bauwürdig eingestuft. In den im Labor mittels Flotation durchgeführten Aufbereitungsversuchen verblieben 80 % des Eisengehaltes und 50 % des Sulfidgehaltes im Konzentrat. Damit war das Konzentrat nicht verkäuflich. Zwischen 1980 und 1988 wurde der 8 km lange Vykmanov-Stolln aufgefahren, mit dessen Hilfe nachgewiesen werden konnte, dass sich die Mineralisation auf der südöstlichen Fortsetzung der Lagerstätte bis Kovářská erstreckt. Bei einer Revision im Jahr 1988 wurden insgesamt 3.338 kt Rohspat mit einem Inhalt von 1.413 kt CaF2 und 558 kt BaSO4 nachgewiesen. Hierzu kommen noch einmal etwa 2,1 Mio. t Rohspat auf tschechischer Seite. Die Erkundungs- und Recherchearbeiten wurden 1991 mit der Einstellung des Erz- und Spatbergbaus im Erzgebirge vorerst beendet.

### Erneute Aufnahme des Bergbaus
Mit dem Anstieg der Rohstoffpreise wurde eine Gewinnung der Rohstoffe wieder wirtschaftlich interessant. Bei der Erstellung eines Kataloges von Rohstoffen im Freistaat Sachsen im Jahre 2008 wurde auch diese Lagerstätte interessant.
Am 4. März 2008 erteilte das Sächsische Oberbergamt eine Bewilligung gemäß § 8 Bundesberggesetz (BBergG) auf die Gewinnung von Fluss- und Schwerspat an die „Erzgebirgische Fluss- und Schwerspatwerke GmbH“.
Am 8. November 2013 wurde das Bergwerk nach zweiwöchigem Probebetrieb offiziell eröffnet. Insgesamt wurden in die Erschließung und den Bau der Aufbereitungsanlagen etwa 25 Millionen Euro, überwiegend aus privater Hand, investiert.
Seit 2015 läuft das Bergwerk im Regelbetrieb. Im ersten Jahr wurden 98.500 Tonnen Rohspat gewonnen, die nach Aufbereitung 20.650 Tonnen Säurespat mit einem Reinheitsgrad von mindestens 98 Prozent ergaben.
Im Dezember 2015 wurde das Bergwerkseigentum nach §13 BBergG verliehen.
Mit der Bekanntmachung des Sächsischen Oberbergamtes vom 16. Dezember 2016 ist die bergrechtliche Bewilligung vom 4. März 2008 erloschen.
Ende 2018 arbeiteten in der Grube Niederschlag sowie der Aufbereitung in Aue 63 Angestellte.
Am 17. April 2023 wurde für die Betreibergesellschaft Erzgebirgische Fluss- und Schwerspatwerke GmbH ein Insolvenzantrag gestellt.

## Aus- und Vorrichtung
Die Ausrichtung des Bergwerks begann am 28. Oktober 2010 mit einer symbolischen Sprengung. Der Wismutstolln 215 wird auf 20 m2 nachgerissen und soll das Bergwerk aufschließen. Von der Stollnsohle, 780 m NN, wird eine Rampe „Neu Straßburger Glück“, benannt nach einer nahegelegenen alten Grube, bis auf die 1. Sohle bei 734 m NN aufgefahren. Das gesamte Grubenfeld der Wismut mit einer Nord-Süd-Erstreckung von 4 km entwässert über den bei 733,5 m NN liegenden Stolln 111. Unterhalb der Stollnsohle stand die gesamte Lagerstätte bis hinunter zur 5. Sohle bei 494 m ü. NN im Grubenfeld des Schachtes 34 vollständig unter Wasser. Der tiefste Grubenbau im Zentralrevier ist die 5. Sohle bei 554 m ü. NN Für die Sümpfung der Grubenbaue wurde der ehemalige Wismutschacht 281 ausgewählt, der bis zur 4. Sohle reicht.

## Aufbereitung
Die Aufbereitung erfolgt zweistufig. Noch unter Tage erfolgt eine Vorzerkleinerung und Bergevorabscheidung mit Hilfe von sensorgestützter Sortierung per Röntgenstrahlung sowie starker Luftströmung. Anschließend wird das Konzentrat in einer eigens hierfür konzipierten Aufbereitungsanlage in der Nickelhütte Aue weiter angereichert, indem es gemahlen, flotiert und schließlich entwässert wird.

## Sonstiges
Die Erschließungsarbeiten wurden zwei Jahre durch ein Kamerateam des MDR begleitet. Hierbei entstand die achtteilige Dokumentation Die Männer vom Berg, die ab September 2012 ausgestrahlt wurde. Während der gesamten Zeit gab es ein starkes Medienecho, was in Verbindung mit Erkundungsarbeiten auf andere Rohstoffe in Anlehnung an die große Zeit des Bergbaus im Erzgebirge zu der plakativen Formulierung neues Berggeschrey führte.